# Alan Webb
Pour les articles homonymes, voir Webb.
Alan Webb est un acteur britannique né le 2 juillet 1906 à York (Royaume-Uni), mort le 22 juin 1982 à Chichester (Royaume-Uni).

## Biographie
Alan Webb est le fils d'un major de l'armée. Il a étudié à Bramcote School, puis à la Royal Navy College de Osborne et de Dartmouth, avant de servir dans la Navy. Alan Webb commença sa carrière dans le théâtre en 1924 et dans le cinéma en 1938, dans Docteur Knock, en 1963, on lui propose le rôle du docteur dans la célèbre série britannique Doctor Who où il refuse le rôle (il sera remplacé par William Hartnell). En 1968, il est nommé pour le Tony Awards comme Meilleur acteur dramatique pour I Never Sang for My Father. On le retrouve ensuite dans des rôles historiques comme Gloucester dans King Lear et Yurovsky dans Nicholas and Alexandra. Alan Webb continuera de jouer des petits rôles jusqu'à sa mort survenue le 22 juin 1982. Il devait d'ailleurs jouer L'empereur dans Le Retour du Jedi mais la maladie et la mort l'en ont empêché.

## Filmographie
- 1938 : Docteur Knock (TV)
- 1938 : Hands Across the Sea (TV)
- 1949 : Le Défi de Lassie : James Brown
- 1950 : Égarements (The Astonished Heart) : Sir Reginald
- 1954 : À l'ouest de Zanzibar (West of Zanzibar) : Senior official
- 1954 : Lease of Life : Dr. Pembury
- 1955 : La Nuit où mon destin s'est joué (The Night My Number Came Up) : Gouverneur
- 1958 : L'Ennemi silencieux (The Silent Enemy) : Consul britannique
- 1959 : Le Bouc émissaire (The Scapegoat) : Inspecteur
- 1959 : The Philadelphia Story (TV) : Seth Lord
- 1959 : Knight Errant Limited (série TV) : Colonel Cope-Addams (1960-1961)
- 1964 : Le Secret du docteur Whitset (The Third Secret) : Alden Hoving
- 1964 : Le Mangeur de citrouilles (The Pumpkin Eater) : Mr. Armitage (le père de Jake's)
- 1965 : Un caïd (King Rat) de Bryan Forbes  : Col. Brant
- 1965 : Falstaff (Campanadas a medianoche) : Shallow
- 1967 : La Mégère apprivoisée (The Taming of the Shrew) : Gremio
- 1968 : Elizabeth the Queen (TV)
- 1968 : Interlude : Andrew
- 1969 : Love (Women in Love) : Thomas Crich
- 1970 : Le Frère, la Sœur et l'Autre (Entertaining Mr. Sloane) de Douglas Hickox : Kemp ('Dadda')
- 1971 : Le Roi Lear (King Lear) : Gloucester
- 1971 : Les Cavaliers (The Horsemen) : Gardi Gay
- 1971 : Nicolas et Alexandra (Nicholas and Alexandra) : Yurovsky
- 1972 : Les Contes de Canterbury (I racconti di Canterbury) : Le vieil homme
- 1977 : Les Duellistes (The Duellists) : Le Chevalier de Rivarol
- 1978 : La Couronne du diable ("The Devil's Crown") (série TV) : Guy Diva
- 1979 : La Grande Attaque du train d'or (The First Great Train Robbery) : Edgar Trent
- 1980 : Tis Pity She's a Whore (TV) : Lord Lieutenant
- 1980 : Le lion sort ses griffes (Rough Cut) : Sir Samuel Sacks
- 1980 : We, the Accused (feuilleton TV) : Aubrey Presset
- 1982 : Deadly Game (TV) : Joseph Pillet
- 1982 : Le Bossu de Notre-Dame (The Hunchback of Notre Dame) (TV) : Juge (non crédité)